# UIC-Wagennummer

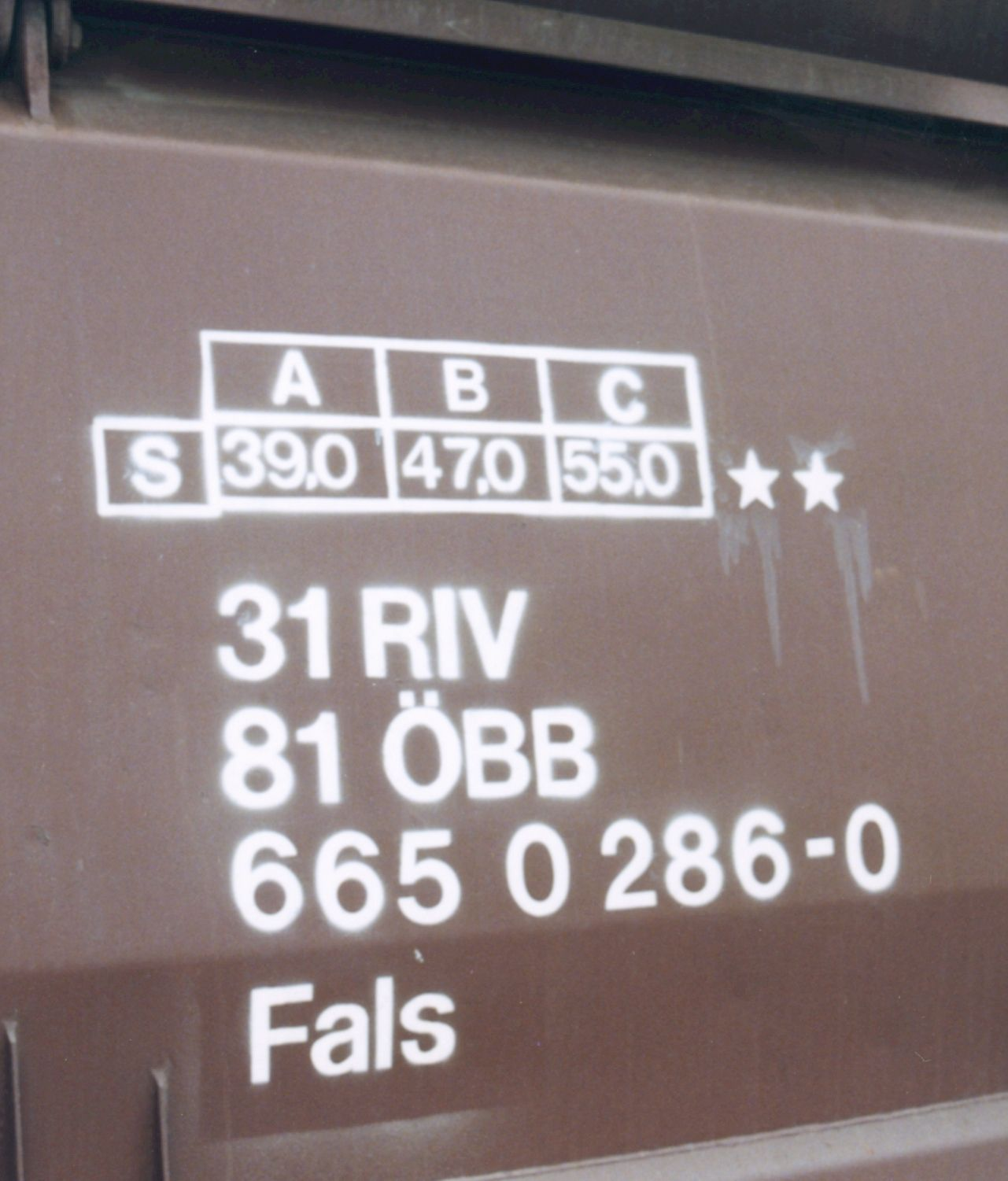
Offene Güterwagen der Sonderbauart F der Rail Cargo Austria in der Darstellungsart bis 2006

Die UIC-Wagennummer (früher Waggonnummer) ermöglicht eine eindeutige Identifizierung von Güter- und Reisezugwagen und beinhaltet wichtige Schlüsseldaten für den Eisenbahnverkehr.
Die Wagennummer wird von der UIC vorgegeben und bildet eine gemeinsame Sprache zwischen Eisenbahnverkehrsunternehmen (EVU), Infrastrukturbetreibern und den zuständigen staatlichen Stellen. Verpflichtend waren die EDV-gerechten Nummern anfangs nur für regel- und breitspurige Fahrzeuge, die international eingesetzt werden sollten. Bei Schmalspurfahrzeugen war und ist die Anwendung des Systems freiwillig. Seit der verpflichtenden Einführung der UIC-Nummern 2006 werden sie auch beim Verkauf von Fahrzeugen in andere Staaten im Anwendungsraum nicht mehr geändert. Angepasst wird nur noch der Haltercode hinter der Fahrzeugnummer.
Eine vollständige Wagennummer besteht aus zwölf Stellen, die einzelnen Stellen der Wagennummer haben dabei folgende Bedeutung:
| erste und zweite Stelle:  | Code für das Austauschverfahren, bei Triebfahrzeugen Bauartcode |
| dritte und vierte Stelle: | UIC-Ländercode                                                  |
| fünfte bis achte Stelle:  | Gattungskennzahlen                                              |
| neunte bis elfte Stelle:  | Ordnungsnummer (laufende Nummer einer Bauart)                   |
| zwölfte Stelle:           | Selbstkontrollziffer                                            |

## Code für das Austauschverfahren

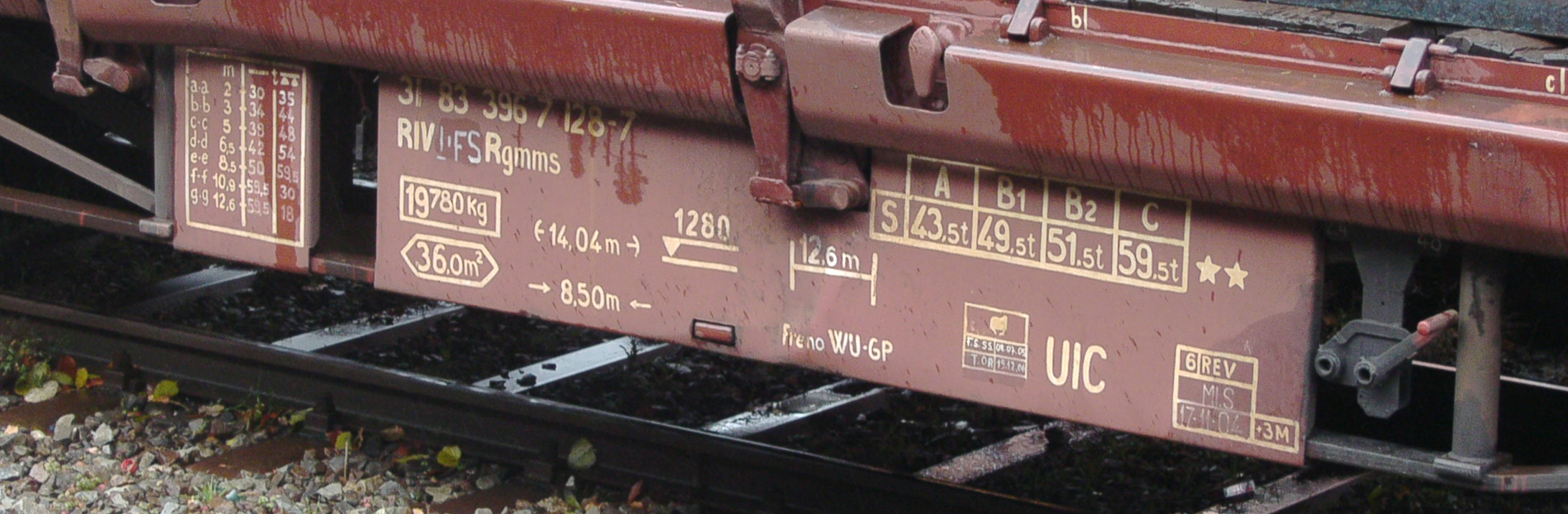
Flachwagen der Gattung Rgmms

Der Code für das Austauschverfahren ist seit 1964 die erste und zweite Stelle der zwölfstelligen Wagennummer an der Seitenwand eines Eisenbahnwagens. Er wurde von der UIC und der OSShD verbindlich für die Mitgliedsbahnen festgelegt. Wesentliche Inhalte sind die Übergangsfähigkeit, die Spurweite und die Umspurbarkeit im laufenden Betrieb mit Radsatzwechsel oder durch Spurwechselradsätze, unterteilt in Reisezug- und Güterwagen.

## UIC-Ländercode
Mit dem UIC-Ländercode wird das Herkunftsland eines Fahrzeugs festgelegt. Der Eigentümer wird durch einen nachgestellten Buchstabencode gekennzeichnet. Anfang 2006 wurde die Bedeutung dieser Stellen geändert. Vorher bildeten diese beiden Stellen das Eigentumsmerkmal, wobei vor allem Staats- und einige große Privatbahnen eigene Codes erhielten. Weitere Privatbahnen erhielten einen Gruppencode oder sie stellten ihre Wagen als Privatwagen in den Park einer Staatsbahn ein. Derartige Wagen waren mit einem P in einem rechteckigen Rahmen hinter der Wagennummer gekennzeichnet.

## Gattungskennzahlen
Die Gattungskennzahlen, fünfte bis achte Stelle der Wagennummer, beinhalten das UIC-Gattungszeichen sowie technische Eigenschaften eines Wagens. Die UIC-Gattungszeichen setzen sich aus einem oder mehreren „Gattungsbuchstaben“ (oder Hauptzeichen, Großbuchstaben) und einem oder mehreren „Kennbuchstaben“ (oder Nebenzeichen, Kleinbuchstaben) zusammen.

### Gattungskennzahlen Güterwagen

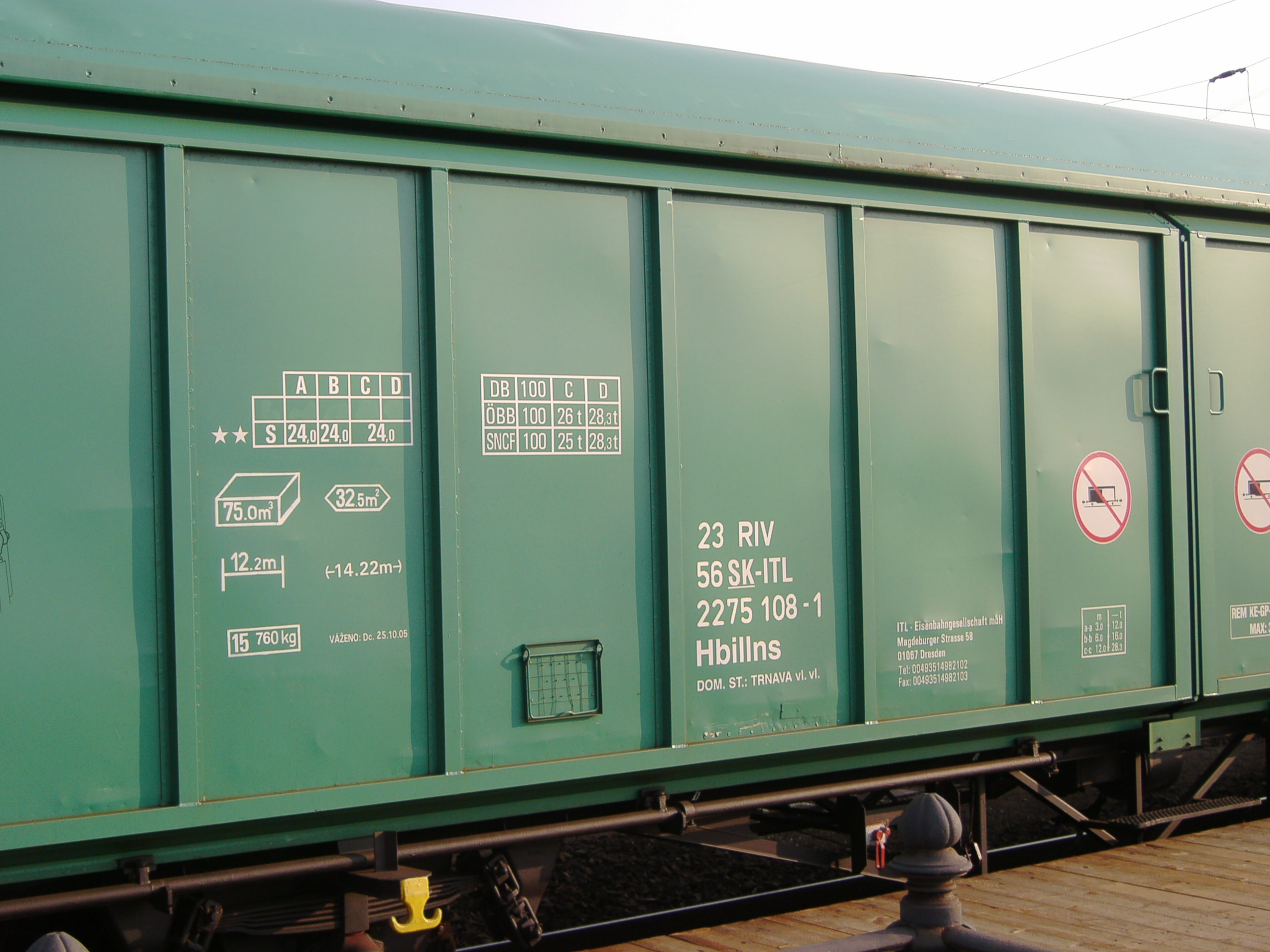
Der Hbbillns der ITL mit Ländercode 56 ist in der Slowakei beheimatet

Die fünfte Stelle der Wagennummer verschlüsselt bei Güterwagen den Gattungsbuchstaben
0Gattungsbuchstabe T → Güterwagen mit öffnungsfähigem Dach
1Gattungsbuchstabe G → Gedeckter Güterwagen der Regelbauart
2Gattungsbuchstabe H → Gedeckter Güterwagen in Sonderbauart
3Gattungsbuchstabe K, O, R → Flachwagen mit Einzelradsätzen in Regelbauart
4Gattungsbuchstabe L, S → Flachwagen mit Einzelradsätzen in Sonderbauart
5Gattungsbuchstabe E → Offener Güterwagen der Regelbauart
6Gattungsbuchstabe F → Offener Güterwagen in Sonderbauart
7Gattungsbuchstabe Z → Kesselwagen
8Gattungsbuchstabe I → Kühlwagen
9Gattungsbuchstabe U → Sonderwagen
Die sechste bis achte Ziffer verschlüsselt die Kennbuchstaben

### Gattungskennzahlen Reisezugwagen
Die fünfte bis achte Stelle kennzeichnen bei Reisezugwagen die Bauart in mehreren Merkmalen. Für die bessere Lesbarkeit wird zwischen die sechste und siebente Stelle ein Bindestrich gesetzt.
Die fünfte Stelle der Wagennummer verschlüsselt bei Reisezugwagen die Gattungsbuchstaben
0Post- und Privatwagen sowie ältere Schlafwagen der CIWLT
1A – Sitzwagen erste Klasse
2B – Sitzwagen zweite Klasse
3AB – Sitzwagen erste und zweite Klasse
4Ac und ABc – Liegewagen erste Klasse sowie erste und zweite Klasse
5Bc – Liegewagen zweite Klasse
6Schlafwagen und Wagen der Sonderbauarten
7Schlafwagen und Wagen der Sonderbauarten
8Schlafwagen und Wagen der Sonderbauarten
9Gepäckwagen
Die sechste Stelle der Wagennummer bei Reisezugwagen verschlüsselt die Anzahl der Abteile, bei Großraumwagen die Anzahl der fiktiven Abteile:
bei Post- und Privatwagen:
0Postwagen
6/7Schlafwagen, die noch nicht in den internationalen WL-Pool eingebracht und noch nicht für den nationalen Park codifiziert sind
bei Sitzwagen:
010 Abteile
111 Abteile (nur AB bzw. B)
212 Abteile (nur B)
77 Abteile
88 Abteile
99 Abteile
Die siebente Stelle verschlüsselt die Höchstgeschwindigkeit:
0 bis 2bis 120 km/h
3 bis 6bis 140 km/h
7 bis 8bis 160 km/h
9über 160 km/h
Die achte Stelle verschlüsselt das Heiz- und Energieversorgungssystem, bei Reisezugwagen eines der entscheidenden Kriterien für den internationalen Einsatz.

## Ordnungsnummer
Die neunte bis elfte Stelle ist die fortlaufende Nummerierung von Wagen derselben Bauart.
Innerhalb der einzelnen Wagengattungen werden für jede durch identische technische Eigenschaften definierte Güterwagenbauarten eine oder mehrere Nummerngruppen zugeteilt. Güterwagen zeichneten sich lange durch vergleichsweise wenige Bauarten mit vielen Exemplaren aus. Deshalb wurde die achte Stelle mit für die Ordnungsnummer verwendet. In der Regel war das an der Anschrift ohne Leerstellen erkennbar.
Beispiel:
Die DB-Güterwagenbauart 631 beginnt mit der Wagennummer 21 80 990 3 900-8 und endet mit der Nummer 21 80 990 3 914-9. Somit ist der Güterwagen mit der Wagennummer 21 80 990 3 914-9 der fünfzehnte Wagen dieser Bauart.

## Selbstkontrollziffer
Zur Berechnung der Kontrollziffer nach dem Luhn-Algorithmus werden die einzelnen Ziffern der Wagennummer von links nach rechts abwechselnd mit 2 und 1 multipliziert. Danach wird die Quersumme gebildet. Die Differenz der Quersumme zum nächsthöheren Vielfachen von Zehn ergibt die Selbstkontrollziffer. Die Selbstkontrollziffer wird mit einem Bindestrich an die elfstellige Fahrzeugnummer angefügt.
Beispiel:
Wagennummer: 31 81 665 0 286-0
```
3 1 8 1 6 6 5 0 2 8 6
Multiplikation mit
2 1 2 1 2 1 2 1 2 1 2
ergibt
6 1 16 1 12 6 10 0 4 8 12
Quersumme
6 +1 +1+6 +1 +1+2 +6 +1+0 +0 +4 +8 +1+2 = 40,
nächsthöhere Zehnerzahl = 40
→ Selbstkontrollziffer = 0
```

## Beispiel UIC-Entschlüsselung
Beispiel für die Entschlüsselung einer UIC-Güterwagennummer:
```
 Wagennummer: '''21 80 990 3 914-9'''
   2 = Code Austauschverfahren → im grenzüberschreitenden Verkehr international auf
                                 dem Gebiet von nur RIV oder RIV und PPW einsetzbar
   1 = Code Austauschverfahren → bahneigener Wagen mit Einzelradsätzen und festgelegter Spurweite
  80 = UIC-Ländercode → Deutschland
   9 = Gattungsbuchstabe → U
   9 = aus Tabelle UIC-438 → zwei Achsen
  03 = aus Tabelle UIC-438 – Kennbuchstaben → ikk
 914 = Nummer in der Baureihe
   9 = Selbstkontrollziffer

 Berechnung Selbstkontrollziffer
  2  1   8   0   9   9  0  3   9   1  4
 Multiplikation mit
  2  1   2   1   2   1  2  1   2   1  2
 ergibt
  4 +1 +16  +0  +18 +9 +0 +3  +18 +1 +8
 Quersumme
  4 +1 +1+6 +0 +1+8 +9 +0 +3 +1+8 +1 +8 = 51

  nächsthöhere Zehnerzahl = 60 → Selbstkontrollziffer = 9  (60 − 51 = 9)

```

Bei der Berechnung ist zu beachten, dass zum Beispiel 8×2 (dritte Spalte der Multiplikation) den Wert 16 ergibt, was dann zu einem Quersummenwert von 1+6=7 führt. Man addiert also nicht einfach nur die Ergebnisse der einzelnen Multiplikationen.
Zusammenfassung:
Es handelt sich um einen bahneigenen Wagen mit Einzelradsätzen und festgelegter Spurweite, der im grenzüberschreitenden Verkehr international auf dem Gebiet von nur RIV oder RIV und PPW einsetzbar ist. Herkunftsland ist Deutschland und der Eigentümer ist die DB AG. Er ist ein Sonderwagen der Gattung U mit den Eigenschaften von zwei Achsen, einer Tiefladebühne, einer Lademasse von bis zu 25 Tonnen und er ist der fünfzehnte Wagen derselben Baureihe.
Kurz: Zweiachsiger Tiefladewagen (vor 1951: SSt 111; ab 1980 UIC-Gattungszeichen Uikk, Baureihe 631) der DB AG, Tragfähigkeit 25 Tonnen, kann international eingesetzt werden.

## Leseverfahren
Seit der Nummerierung von Eisenbahnwagen wird die Wagennummer visuell gelesen. Kein Bahnunternehmen war bisher in der Lage, die Wagennummern automatisch und mit hinreichend geringer Fehlerquote zu lesen. Mit OCR-Verfahren liegt die Fehlerquote beim Lesen der Beschriftung (DB AG: Gerade Normschrift DIN 16 Variante DB) unter 5 % (1 aus 20). Siehe hierzu auch Identifizierung im Schienenverkehr.